# سیارک ۲۴۰۰۰
سیارک ۲۴۰۰۰ (به انگلیسی: 24000 Patrickdufour، نامگذاری:1999RB33) بیست و چهار هزارمین سیارک کشف شده‌است که در ۱۰ سپتامبر ۱۹۹۹ کشف شد.
قدر مطلق سیارک برابر ۱۱.۲ است.